# Urzins
Urzins ist in der Freiwirtschaftstheorie die Bezeichnung für einen Zinsanteil, der in einer Wirtschaft mit Geldgebrauch allen Zinsforderungen zugrunde liegt. Die Bezeichnung stammt von Silvio Gesell, der ihn auf die Überlegenheit des flüssigen Geldes zurückführt. Neben dem Urzins sah er Inflationsausgleich und Darlehenszins als reinen Sachkapitalzins, Risikoanteil und Vermittlerentgelt als Bestandteile von Zinsforderungen. Später bezeichnete Dieter Suhr den Urzins als den Mehrwert des Geldes, den Opportunitätsnutzen von Liquidität, Liquiditätsnutzen, Liquiditätsvorteil, den liquides Geld kraft seiner Jokereigenschaften generiert und der bei Liquiditätsverzicht aufgegeben wird.
Gesell führte den Urzins auf die höhere Begehrtheit des Zahlungsmittels Geld zurück, das seinem augenblicklichen Besitzer auf einem Markt von Angebot und Nachfrage Wahlfreiheit und Überlegenheit verschafft zu Lasten derer, die Waren oder ihre Arbeitskraft anzubieten haben. Gesell bemängelte am Geld, dass es nicht wie Waren mit der Zeit an Wert verliere oder wie ungenutzte Arbeitskraft verfalle.
Die Vormachtstellung des Geldes auf dem Markt empfand Gesell als ungerecht, weil sie es einem Kreditgeber (Gläubiger) erlaube, von seinem Kreditnehmer (Schuldner) den Urzins zu fordern und sich dadurch ohne eigene Leistung zu bereichern. 
Der Urzins hat Beziehung zu dem, was John Maynard Keynes später Liquiditätsprämie (liquidity-premium, liquidity-function, liquidity-preference) nannte.